# أداسيل
أداسيل هي بلدة في إقليم شيشاوة، بجهة مراكش تانسيفت الحوز، وسط المملكة المغربية. وفقا لتعداد عام 2004 ، يبلغ عدد سكانها 7.219.